# Tour Senda
Tour Senda es el nombre que se le da a la gira realizada por el grupo español Héroes del Silencio, para presentar su disco Senderos de Traición. En esta gira, consiguieron introducirse en Europa y en Latinoamérica.

## Gira española
Fue una gira muy larga, confirmaron su trabajo en España, actuando en muchas ciudades y pueblos, y en diciembre de 1990, hicieron 6 conciertos fuera de España. En este tour, tocaban muchas canciones de Senderos de Traición y unas pocas de El mar no cesa. Entre Dos Tierras y Maldito Duende fueron algunas de sus puntos fuertes en la gira y durante toda su carrera

## Éxito internacional

### Europa
En septiembre de 1991, Héroes del Silencio fue invitado a tomar parte del festival en Berlín: Rock Agaisnt Racism. Actuaron al lado de artistas como Paul Young, Crowded House y Alison Moyet, entre otros. Una corta gira a finales de 1991, que abarcó Alemania, Suiza, Bélgica y Francia, confirmó el talento del grupo ante ese nuevo público y la demanda por Senderos de traición creció extraordinariamente llegando a la venta de 800.000 ejemplares.

### Europa y Sudamérica
La primera gira importante en Europa, durante marzo y abril de 1992, incluyó de nuevo Bélgica, Holanda, Alemania, Suiza y Francia. Otros conciertos fueron planeados para Italia, donde el disco tuvo una enorme repercusión. Además, el grupo apareció en varios festivales importantes alrededor de Europa, incluyendo Nurbunrgring donde actuaron junto con Elton John y Bryan Adams. En octubre de ese mismo año, el cuarterto maño se presentó por primera vez en México. El resultado no pudo ser mejor: 175.000 copias vendidas.

## Actuaciones

### Primera Etapa: España
| Fecha                    | País   | Ciudad                |
| 20 de abril de 1990      | España | Barcelona             |
| 3 de mayo de 1990        | España | Puertollano           |
| 5 de mayo de 1990        | España | Figueras              |
| 11 de mayo de 1990       | España | Guadalajara           |
| 12 de mayo de 1990       | España | Madrid                |
| 18 de mayo de 1990       | España | Villarreal            |
| 25 de mayo de 1990       | España | Badajoz               |
| 26 de mayo de 1990       | España | Córdoba               |
| 31 de mayo de 1990       | España | Cáceres               |
| 1 de junio de 1990       | España | Gilena                |
| 2 de junio de 1990       | España | Estepona              |
| 16 de junio de 1990      | España | Talayuela             |
| 22 de junio de 1990      | España | Rojales               |
| 23 de junio de 1990      | España | La Eliana             |
| 24 de junio de 1990      | España | Leganés               |
| 25 de junio de 1990      | España | Tres Cantos           |
| 28 de junio de 1990      | España | Zaragoza              |
| 29 de junio de 1990      | España | Vinaroz               |
| 7 de julio de 1990       | España | Pedro Muñoz           |
| 13 de julio de 1990      | España | Almería               |
| 14 de julio de 1990      | España | Moratalla             |
| 16 de julio de 1990      | España | Barbate               |
| 19 de julio de 1990      | España | Ávila                 |
| 20 de julio de 1990      | España | Tudela                |
| 21 de julio de 1990      | España | Rubielos de Mora      |
| 25 de julio de 1990      | España | Atarfe                |
| 26 de julio de 1990      | España | Torredelcampo         |
| 27 de julio de 1990      | España | Marchena              |
| 28 de julio de 1990      | España | Los Santos de Maimona |
| 3 de agosto de 1990      | España | Vélez-Rubio           |
| 4 de agosto de 1990      | España | Calpe                 |
| 6 de agosto de 1990      | España | Aspe                  |
| 9 de agosto de 1990      | España | Huesca                |
| 10 de agosto de 1990     | España | Calatayud             |
| 11 de agosto de 1990     | España | Corbera               |
| 12 de agosto de 1990     | España | Caudete               |
| 13 de agosto de 1990     | España | Baeza                 |
| 15 de agosto de 1990     | España | Calamocha             |
| 18 de agosto de 1990     | España | Villarrobledo         |
| 19 de agosto de 1990     | España | Cádiz                 |
| 24 de agosto de 1990     | España | Astorga               |
| 26 de agosto de 1990     | España | Toro                  |
| 28 de agosto de 1990     | España | Zuera                 |
| 30 de agosto de 1990     | España | Cuenca                |
| 31 de agosto de 1990     | España | Redován               |
| 1 de septiembre de 1990  | España | Guadix                |
| 2 de septiembre de 1990  | España | Priego de Córdoba     |
| 3 de septiembre de 1990  | España | Madrid                |
| 4 de septiembre de 1990  | España | Madrid                |
| 8 de septiembre de 1990  | España | Gilet                 |
| 11 de septiembre de 1990 | España | Andújar               |
| 14 de septiembre de 1990 | España | Mora (Toledo)         |
| 22 de septiembre de 1990 | España | Canals                |
| 14 de octubre de 1990    | España | Zaragoza              |

### Segunda Etapa: Europa
| Fecha                   | País     | Ciudad   |
| septiembre de 1990      | Alemania | Berlín   |
| 23 de noviembre de 1990 | Suiza    | Zúrich   |
| 24 de noviembre de 1990 | Suiza    | Berna    |
| 1 de diciembre de 1990  | Bélgica  | Bruselas |
| 2 de diciembre de 1990  | Bélgica  | Lieja    |

### Tercera Etapa: España y Andorra
| Fecha                    | País    | Ciudad                |
| 30 de marzo de 1991      | España  | Don Benito            |
| 1 de abril de 1991       | Andorra | Andorra la Vieja      |
| 5 de abril de 1991       | España  | Ciudad Real           |
| 6 de abril de 1991       | España  | Benidorm              |
| 12 de abril de 1991      | España  | La Escala             |
| 13 de abril de 1991      | España  | Bruch                 |
| 19 de abril de 1991      | España  | Calahorra             |
| 20 de abril de 1991      | España  | Fraga                 |
| 28 de abril de 1991      | España  | Madrid                |
| 30 de abril de 1991      | España  | Torres de la Alameda  |
| 1 de mayo de 1991        | España  | Valdemoro             |
| 3 de mayo de 1991        | España  | Petrel                |
| 5 de mayo de 1991        | España  | Vitoria               |
| 9 de mayo de 1991        | España  | Sevilla               |
| 10 de mayo de 1991       | España  | Córdoba               |
| 11 de mayo de 1991       | España  | Cabra                 |
| 16 de mayo de 1991       | España  | Villarreal            |
| 17 de mayo de 1991       | España  | Yecla                 |
| 18 de mayo de 1991       | España  | Corral de Almaguer    |
| 25 de mayo de 1991       | España  | Bilbao                |
| 28 de mayo de 1991       | España  | Toledo                |
| 29 de mayo de 1991       | España  | Aranjuez              |
| 31 de mayo de 1991       | España  | Valencia              |
| 1 de junio de 1991       | España  | Murcia                |
| 5 de junio de 1991       | España  | Leganés               |
| 7 de junio de 1991       | España  | Huércal Overa         |
| 8 de junio de 1991       | España  | Catral                |
| 14 de junio de 1991      | España  | Valencia              |
| 20 de junio de 1991      | España  | Murcia                |
| 21 de junio de 1991      | España  | Alcázar de San Juan   |
| 22 de junio de 1991      | España  | Madrid                |
| 23 de junio de 1991      | España  | Segovia               |
| 24 de junio de 1991      | España  | León                  |
| 25 de junio de 1991      | España  | Orense                |
| 27 de junio de 1991      | España  | Reus                  |
| 28 de junio de 1991      | España  | Vich                  |
| 29 de junio de 1991      | España  | Monzón                |
| 30 de junio de 1991      | España  | Barañáin              |
| 2 de julio de 1991       | España  | Teruel                |
| 4 de julio de 1991       | España  | Villanueva y Geltrú   |
| 5 de julio de 1991       | España  | Roquetas              |
| 6 de julio de 1991       | España  | Oliva                 |
| 8 de julio de 1991       | España  | Arévalo               |
| 11 de julio de 1991      | España  | Málaga                |
| 17 de julio de 1991      | España  | Manises               |
| 18 de julio de 1991      | España  | Villar del Arzobispo  |
| 19 de julio de 1991      | España  | Alcira                |
| 20 de julio de 1991      | España  | Guardamar del Segura  |
| 21 de julio de 1991      | España  | El Pedernoso          |
| 24 de julio de 1991      | España  | Pollensa              |
| 25 de julio de 1991      | España  | El Arenal             |
| 27 de julio de 1991      | España  | Ibiza                 |
| 31 de julio de 1991      | España  | Santander             |
| 1 de agosto de 1991      | España  | Avilés                |
| 2 de agosto de 1991      | España  | La Coruña             |
| 3 de agosto de 1991      | España  | Sangenjo              |
| 4 de agosto de 1991      | España  | Alcañices             |
| 6 de agosto de 1991      | España  | La Roda               |
| 7 de agosto de 1991      | España  | Almería               |
| 8 de agosto de 1991      | España  | Orihuela              |
| 9 de agosto de 1991      | España  | Vélez-Málaga          |
| 10 de agosto de 1991     | España  | Tobarra               |
| 11 de agosto de 1991     | España  | Ayora                 |
| 13 de agosto de 1991     | España  | Oliva de la Frontera  |
| 14 de agosto de 1991     | España  | Puerto Real           |
| 15 de agosto de 1991     | España  | Marbella              |
| 16 de agosto de 1991     | España  | Motril                |
| 17 de agosto de 1991     | España  | Vilches               |
| 18 de agosto de 1991     | España  | Villarrobledo         |
| 20 de agosto de 1991     | España  | Melilla               |
| 22 de agosto de 1991     | España  | Bollullos del Condado |
| 23 de agosto de 1991     | España  | Sanlúcar de Barrameda |
| 24 de agosto de 1991     | España  | Mairena del Alcor     |
| 25 de agosto de 1991     | España  | Martos                |
| 26 de agosto de 1991     | España  | Alcalá de Henares     |
| 28 de agosto de 1991     | España  | Santa Fe              |
| 29 de agosto de 1991     | España  | Vélez-Málaga          |
| 30 de agosto de 1991     | España  | Linares               |
| 31 de agosto de 1991     | España  | Daimiel               |
| 1 de septiembre de 1991  | España  | Torrijos              |
| 3 de septiembre de 1991  | España  | Madrid                |
| 4 de septiembre de 1991  | España  | Madrid                |
| 6 de septiembre de 1991  | España  | Ibi                   |
| 7 de septiembre de 1991  | España  | Benidorm              |
| 8 de septiembre de 1991  | España  | Cehegín               |
| 10 de septiembre de 1991 | España  | Burriana              |
| 13 de septiembre de 1991 | España  | Algeciras             |
| 14 de septiembre de 1991 | España  | Écija                 |
| 16 de septiembre de 1991 | España  | Fuenlabrada           |
| 17 de septiembre de 1991 | España  | Salamanca             |
| 18 de septiembre de 1991 | España  | Valladolid            |
| 19 de septiembre de 1991 | España  | Santander             |
| 20 de septiembre de 1991 | España  | Borja                 |
| 25 de septiembre de 1991 | España  | Las Rozas de Madrid   |
| 27 de septiembre de 1991 | España  | Abarán                |
| 28 de septiembre de 1991 | España  | Lorca                 |
| 29 de septiembre de 1991 | España  | Torralba              |
| 9 de octubre de 1991     | España  | Zaragoza              |
| 11 de octubre de 1991    | España  | Mollerusa             |
| 19 de octubre de 1991    | España  | Jaén                  |
| 31 de octubre de 1991    | España  | Barcelona             |

### Cuarta Etapa: Europa
| Fecha                    | País         | Ciudad                |
| 26 de octubre de 1991    | Alemania     | Berlín                |
| 20 de noviembre de 1991  | Suiza        | Winterthur            |
| 21 de noviembre de 1991  | Suiza        | Zúrich                |
| 22 de noviembre de 1991  | Suiza        | Berna                 |
| 23 de noviembre de 1991  | Suiza        | Basilea               |
| 24 de noviembre de 1991  | Bélgica      | Lieja                 |
| 27 de noviembre de 1991  | Alemania     | Colonia               |
| 2 de diciembre de 1991   | Alemania     | Berlín                |
| 5 de diciembre de 1991   | Francia      | Estrasburgo           |
| 4 de febrero de 1992     | España       | Madrid                |
| 30 de marzo de 1992      | Dinamarca    | Copenhague            |
| 1 de abril de 1992       | Bélgica      | Bruselas              |
| 2 de abril de 1992       | Países Bajos | Ámsterdam             |
| 4 de abril de 1992       | Alemania     | Hamburgo              |
| 5 de abril de 1992       | Alemania     | Berlín                |
| 6 de abril de 1992       | Alemania     | Frankfurt             |
| 7 de abril de 1992       | Alemania     | Bonn                  |
| 9 de abril de 1992       | Suiza        | Zúrich                |
| 10 de abril de 1992      | Suiza        | Berna                 |
| 11 de abril de 1992      | Suiza        | Basilea               |
| 13 de abril de 1992      | Alemania     | Munich                |
| 14 de abril de 1992      | Italia       | Milán                 |
| 7 de mayo de 1992        | Italia       | Roma                  |
| 28 de mayo de 1992       | Francia      | Toulouse              |
| 30 de mayo de 1992       | Suiza        | Ginebra               |
| 1 de junio de 1992       | Italia       | Roma                  |
| 2 de junio de 1992       | Italia       | Bolonia               |
| 3 de junio de 1992       | Italia       | Milán                 |
| 5 de junio de 1992       | Italia       | Udine                 |
| 7 de junio de 1992       | Alemania     | Nurburg               |
| 9 de junio de 1992       | Alemania     | Nuremberg             |
| 10 de junio de 1992      | Alemania     | Menden                |
| 7 de junio de 1992       | Alemania     | Nurburg               |
| 11 de junio de 1992      | Alemania     | Kassel                |
| 12 de junio de 1992      | Alemania     | Jubek                 |
| 14 de junio de 1992      | Alemania     | Berlín                |
| 18 de junio de 1992      | Austria      | Viena                 |
| 21 de junio de 1992      | Francia      | Mons                  |
| 23 de junio de 1992      | Francia      | París                 |
| 28 de junio de 1992      | Inglaterra   | Londres               |
| 17 de julio de 1992      | Alemania     | Meschede              |
| 18 de julio de 1992      | Alemania     | Haldern               |
| 8 de agosto de 1992      | Suiza        | Liebegg               |
| 14 de agosto de 1992     | Suecia       | Estocolmo             |
| 15 de agosto de 1992     | Suecia       | Estocolmo             |
| 16 de agosto de 1992     | Suecia       | Estocolmo             |
| 22 de agosto de 1992     | Alemania     | Colonia               |
| 23 de agosto de 1992     | Alemania     | Hagen                 |
| 30 de agosto de 1992     | Alemania     | Aquisgrán             |
| 31 de agosto de 1992     | Alemania     | Oberhausen            |
| 1 de septiembre de 1992  | Alemania     | Mannheim              |
| 2 de septiembre de 1992  | Alemania     | Bremen                |
| 3 de septiembre de 1992  | Alemania     | Gutersloh             |
| 8 de septiembre de 1992  | Italia       | Milán                 |
| 9 de septiembre de 1992  | Italia       | Roma                  |
| 10 de septiembre de 1992 | Italia       | Módena                |
| 13 de septiembre de 1992 | Alemania     | Augsburgo             |
| 14 de septiembre de 1992 | Alemania     | Bamberg               |
| 15 de septiembre de 1992 | Alemania     | Osnabruck             |
| 16 de septiembre de 1992 | Alemania     | Saint Wendel          |
| 18 de septiembre de 1992 | Alemania     | Kassel                |
| 19 de septiembre de 1992 | Alemania     | Northeim              |
| 20 de septiembre de 1992 | Alemania     | Detmold               |
| 22 de septiembre de 1992 | Alemania     | Friburgo de Brisgovia |
| 10 de octubre de 1992    | Francia      | París                 |
| 11 de octubre de 1992    | Francia      | París                 |